# 郊区 (杭州市)
中华人民共和国浙江省杭州市已撤销市辖区，辖区今属杭州市西湖区。

## 历史沿革
- 1969年3月，西湖区建制被撤销，建立郊区，成立郊区革命委员会[1]。
- 1972年12月，西湖区重建，并与郊区同时并存。
- 1977年10月，郊区合并于西湖区。